# Armateur
« Armateurs » redirige ici. Pour le studio de production, voir Les Armateurs.

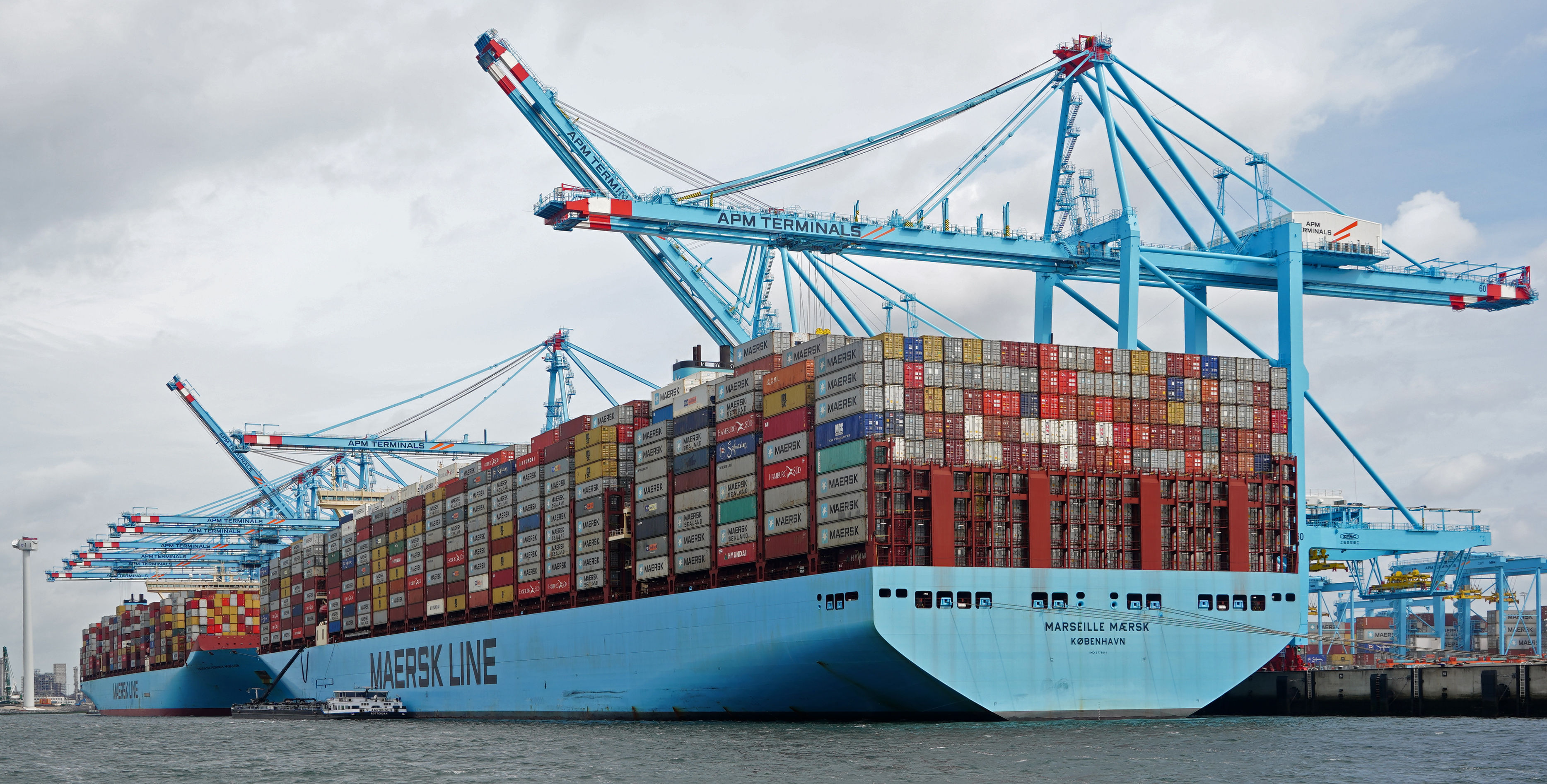
Porte-conteneurs de la compagnie Maersk, premier armateur mondial.

Un armateur est une personne qui exploite à ses frais un ou plusieurs navires marchands ou de pêche, ce qui lui confère des responsabilités particulières, notamment vis-à-vis de ses clients (expéditeurs de marchandises, logisticiens, autres armateurs), ses équipages, ses fournisseurs (combustibles, huiles, eau, approvisionnements, ports, terminaux portuaires, pilotes et remorqueurs, divers matériels...etc) et en matière de droit du travail, de droit maritime, de sécurité maritime et de protection de l'environnement.

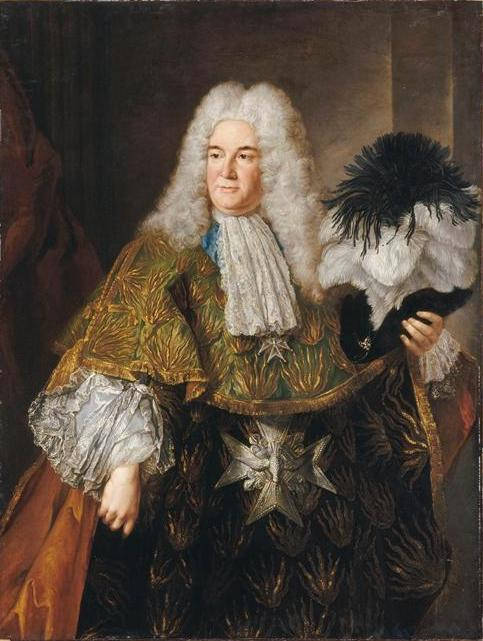
Antoine Crozat, richissime armateur français des

Du temps de la Rome antique, l'armateur était désigné par le mot nāvĭcŭlārĭus (françisé par les historiens en naviculaire).
En France, les armateurs ont créé leur propre organisation professionnelle, « Armateurs de France ». En Belgique : Union royale des armateurs belges (URAB, en néerlandais KBRV) .
Dans 21 des pays de l'Union Européenne, il y a des organisations similaires. En 1965, elles se sont associées dans le Comité des Associations d'Armateurs des Communautés Européennes (CAACE) devenu en 1990 ECSA (European Community Shipowners' Associations) . Au Canada, c'est l'Association des armateurs canadiens (Canadian Shipowners Association) .

## Missions
L'armateur possède le navire et procède à l'armement (marine), c'est-à-dire qu'il recrute et gère un équipage, fournit le matériel, le ravitaillement, tout ce qui est nécessaire à l'expédition maritime, et organise l'entretien du navire selon les impératifs techniques et les rėglementations nationales et internationales (Organisation Maritime Internationale - OMI/IMO).
C'est l'armateur qui choisit, contracte et paie la société de classification qui inspectera le navire afin de garantir qu'il est conforme à un certain nombre de normes règlementaires et permettre de le certifier selon ces normes nationales et internationales.

## Différents usages du mot armateur
Dans la pleine acception du terme, l'armateur possède, gère et exploite le navire[réf. souhaitée]. Dans la pratique, le mot armateur est utilisé souvent de façon erronée pour désigner aussi : l'exploitant commercial du navire, qui exploite des navires pour en retirer des gains en transportant soit des marchandises soit des passagers, qu'il soit armateur ou locataire des navires qu'il exploite. De ce fait, l'anglais, langue primordiale des transports maritimes (shipping), distingue les armateurs qui exploitent commercialement leurs navires, dits Operating Owners, de ceux dit Non Operating Owners, ou NOO, qui se concentrent sur la gestion technique et louent leurs navires à des armateurs commerciaux. En moyenne, les armateurs commerciaux exploitent des flottes composées de 30 à 60 % de navires dont ils sont armateurs propriétaires, et de 50 à 60 % de navires en location, dits 'affrétés', selon des contrats de location à court ou long terme appelés 'Charte-partie'.
Le gestionnaire, ou gérant technique du navire, dit « gérant d'armement », n'effectue que les fonctions d'armement et d'exploitation et administration technique, sans avoir de rôle commercial. L'existence de ces sociétés est dû au fait qu'il est courant pour les armateurs de sous-traiter l'armement de certains de leurs navires. Dans ce cas, les armateurs font appel à des sociétés dites de « gérance d'armement », en anglais ship managers, qui effectuent les fonctions d'armement, dont le recrutement et la gestion des marins, contre rémunération contractuelle. Certaines des principales sociétés de gérance d'armement (Anglo-Eastern, BSM, Columbia Ship Management, OSM, Schulte, V-Ships, Wallem, Wilhelmsen Ship Management...etc) gèrent des centaines de navires pour des armateurs de différentes nationalités.

## En France

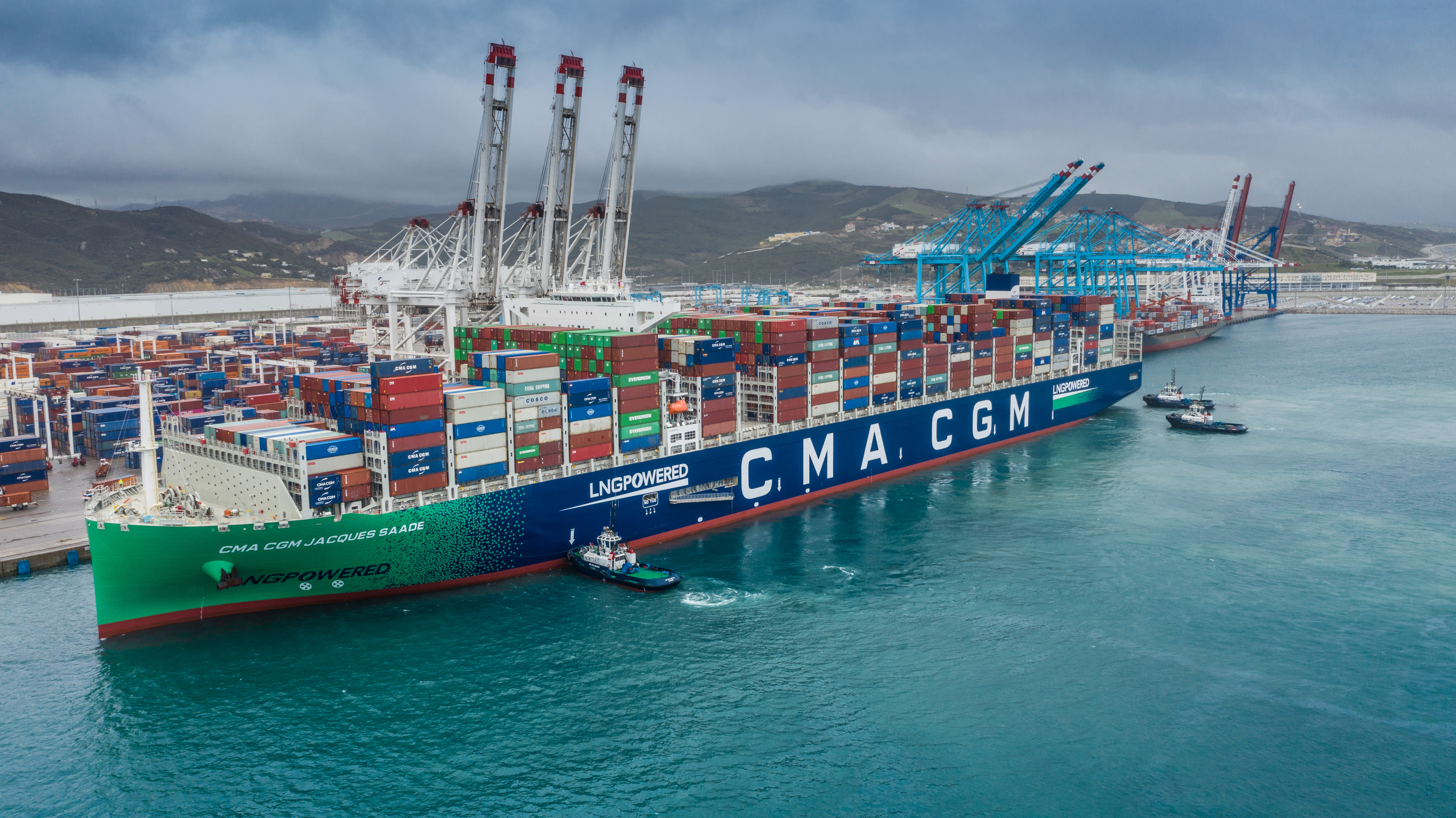
Le Jacques Saadé, porte-conteneur construit en 2020 pour CMA CGM, premier armateur français et troisième mondial.

L'article 1 de la loi du 3 janvier 1969 relative à l'armement et aux ventes maritimes dispose que « l'armateur est celui qui exploite le navire en son nom qu'il en soit ou non le propriétaire » .
L'armateur peut donc être propriétaire du bateau ou simplement affréteur. Il a donc une grande part de responsabilité dans l'utilisation qui est faite du bateau et dans les conditions de vie de l'équipage :
- dans le cas d'un bateau de pêche, l'armateur est souvent le propriétaire ou le copropriétaire. On trouve également des patrons armateurs ; ce dernier est alors à la fois capitaine du bateau et armateur ;
- dans le cas d'un navire de commerce, il est l'une des parties dans la gestion des contrats maritimes. Le contrat est passé entre lui et le chargeur ou l'affréteur. Il peut être représenté dans le port de chargement et/ou de déchargement de la cargaison par son agent.

À la construction du navire, il est d'usage de réserver une cabine à bord sous le nom de cabine de l'armateur.
Après que l'opinion publique a été choquée par de graves accidents maritimes, ayant engendré de lourdes pollutions, en juin 2003, de grandes entreprises françaises de transport et de services maritimes françaises se sont groupées autour d'une charte qu'ils ont signée, dite « Charte Bleue d’Armateurs de France » qui promeut la sécurité maritime et le respect de l’environnement, un Comité de la Charte s’engageant à communiquer les résultats de la mise en œuvre de la dite Charte « et les progrès enregistrés au moins une fois par an ». L'association a aussi créé un prix Charte Bleue qui encourage des actions de sensibilisation ou de protection de la mer.